# Antonio Scotti

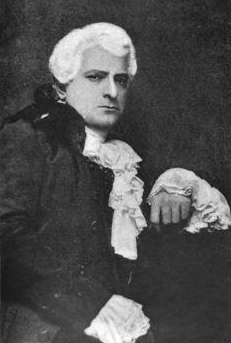
Fotografia d'Antonio Scotti vestit per interpretar el comte Scarpia de la Tosca

Antonio Scotti (Nàpols, Campània, 25 de gener de 1866 - 26 de febrer de 1936) fou un baríton italià.
Feu la seva presentació en públic a Malta el 1889, conquerint des de llavors gran fama com a baríton. Malgrat haver actuat en els principals teatres d'Europa i Amèrica, durant més de quinze anys repartí la seva vida artística entre Londres i Nova York.
En el Metropolitan d'aquesta última ciutat era el company inseparable del cèlebre Enrico Caruso. Des del 1920 establí definitivament la seva residència a Nova York, dirigint algunes vegades companyies líriques.
El seu mestre de cant havia sigut la Trifari Fayanini (morta el 1908), que, a la vegada, havia estat deixeble del famós Lamperti